# Ženska košarka na Mediteranskim igrama 1991.
Ženski košarkaški turnir na MI 1991. održao se je u Ateni u Grčkoj. Španjolska je u završnici pobijedila Francusku. U susretu za broncu Grčka je pobijedila Italiju.
Natjecale su se Španjolska, Italija, Grčka, Francuska i Albanija.

## Konačni poredak
| Mj. | Država     |
| --- | ---------- |
| 1.  | Španjolska |
| 2.  | Francuska  |
| 3.  | Grčka      |
| 4.  | Italija    |
| 5.  | Albanija   |

| Pobjednice             |
| ---------------------- |
| Španjolska Prvi naslov |